# Steven ten Cate
Steven ten Cate (Sneek, 4 maart 1788 - aldaar, 3 november 1854) was een leerlooier, lid van de Provinciale Staten van Friesland en voormalig burgemeester van Sneek.
Ten Cate was afkomstig uit een vooraanstaand en vermogend doopsgezind geslacht dat van oorsprong afkomstig is uit de Achterhoek. Hij bezat eek- of runmolen De Hoop met de bijbehorende vellebloterij aan de Woudvaart. Ten Cate trouwde Johanna Gerrits van Delden en was werkzaam als leerlooier.
Op 26 juli 1838 werd Ten Cate benoemd tot burgemeester van Sneek. Hij volgde Teetse Gonggrijp op, die het ambt tot aan zijn dood uitvoerde. Ten Cate vervulde het burgemeesterschap tot 30 oktober 1854 en overleed vier dagen later. Eerder was hij lid van de Provinciale Staten van Friesland.

## Trivia
- Zijn zoon Jan ten Cate was van 1873 tot 1876 burgemeester van Sneek.
- Zijn zoon Gerrit ten Cate was later actief als predikant.